# Presidenti degli Stati Uniti d'America per durata
Questa è una lista di Presidenti degli Stati Uniti d'America per durata della loro presidenza.
Dal 1789, 45 diverse persone che hanno ricoperto la carica di Presidente degli Stati Uniti d'America e vi sono state 47 presidenze, dato che Grover Cleveland e Donald Trump hanno ricoperto la carica in due mandati non consecutivi e vengono pertanto rispettivamente conteggiati cronologicamente come 22º e 24º Presidente e come 45º e 47º Presidente.
L'elenco viene calcolato sulla differenza tra date; se conteggiati per giorni di calendario, tutte le cifre sarebbero maggiori di una unità, con l'eccezione di quelle Grover Cleveland e Donald Trump che sarebbero superiori di due unità per via dei due mandati non consecutivi.
Tra le persone elette presidenti, quattro di loro (William Henry Harrison, Zachary Taylor, Warren G. Harding, e Franklin Delano Roosevelt) sono morti in carica per cause naturali, altri quattro (Abraham Lincoln, James A. Garfield, William McKinley e John Fitzgerald Kennedy) furono assassinati ed uno (Richard Nixon) si dimise.
Franklin Delano Roosevelt ebbe la presidenza più duratura (4.422 giorni), mentre William Henry Harrison la più breve (31 giorni). Roosevelt è l'unico presidente ad aver ricoperto la carica per più di due mandati; attualmente (a partire dalla presidenza di Eisenhower) la costituzione degli Stati Uniti d'America limita a due il numero di volte in cui un individuo può essere eletto presidente.

## Presidenti per ordine di durata
| #  | Presidente             | Durata in giorni | Presidenza | Presidenza          | Dettagli |
| #  | Presidente             | Durata in giorni | Numero     | Periodo             | Dettagli |
| -- | ---------------------- | ---------------- | ---------- | ------------------- | --- |
| 1  | Franklin D. Roosevelt  | 4 422            | 32         | 1933-1945           | Tre mandati interi; morì 2 mesi e 24 giorni dopo il suo quarto insediamento                                                                                           |
| 2  | Thomas Jefferson       | 2 922            | 3          | 1801-1809           | Due mandati interi |
| 2  | James Madison          | 2 922            | 4          | 1809-1817           | Due mandati interi |
| 2  | James Monroe           | 2 922            | 5          | 1817-1825           | Due mandati interi |
| 2  | Andrew Jackson         | 2 922            | 7          | 1829-1837           | Due mandati interi |
| 2  | Ulysses S. Grant       | 2 922            | 18         | 1869-1877           | Due mandati interi; perse la candidatura per un altro mandato nel 1880                                                                                                |
| 2  | Grover Cleveland       | 2 922            | 22 · 24    | 1885-1889 1893-1897 | Due mandati interi, non consecutivi |
| 2  | Woodrow Wilson         | 2 922            | 28         | 1913-1921           | Due mandati interi |
| 2  | Dwight D. Eisenhower   | 2 922            | 34         | 1953-1961           | Due mandati interi |
| 2  | Ronald Reagan          | 2 922            | 40         | 1981-1989           | Due mandati interi |
| 2  | Bill Clinton           | 2 922            | 42         | 1993-2001           | Due mandati interi |
| 2  | George W. Bush         | 2 922            | 43         | 2001-2009           | Due mandati interi |
| 2  | Barack Obama           | 2 922            | 44         | 2009-2017           | Due mandati interi |
| 14 | George Washington      | 2 865            | 1          | 1789-1797           | Due mandati interi |
| 15 | Harry S. Truman        | 2 840            | 33         | 1945-1953           | Ricoprì gli ultimi 3 anni, 9 mesi e 8 giorni del quarto mandato di Franklin Roosevelt; fu poi eletto per un mandato intero e si ritirò dalla corsa per la candidatura |
| 16 | Theodore Roosevelt     | 2 728            | 26         | 1901-1909           | Ricoprì gli ultimi 3 anni, 5 mesi e 18 giorni del secondo mandato di McKinley; fu poi eletto per un mandato intero, non si ricandidò e nel 1912 non fu rieletto       |
| 17 | Calvin Coolidge        | 2 041            | 30         | 1923-1929           | Ricoprì gli ultimi 1 anno, 7 mesi e 2 giorni del mandato di Harding; fu poi eletto per un mandato intero e non si ricandidò                                           |
| 18 | Richard Nixon          | 2 027            | 37         | 1969-1974           | Un mandato intero; si dimise 1 anno, 6 mesi e 20 giorni dopo l'inizio del suo secondo mandato a causa dello scandalo Watergate                                        |
| 19 | Lyndon B. Johnson      | 1 886            | 36         | 1963-1969           | Ricoprì gli ultimi 1 anno, 1 mese e 29 giorni del mandato di Kennedy; fu poi eletto per un mandato intero e si ritirò dalla corsa per la candidatura                  |
| 20 | Donald Trump           | 1 654            | 45 · 47    | 2017-2021 dal 2025  | Attuale presidente, in corso il secondo mandato non consecutivo dopo un mandato intero                                                                                |
| 21 | William McKinley       | 1 654            | 25         | 1897-1901           | Un mandato intero; morì per le conseguenze di un attentato 6 mesi e 10 giorni dopo il secondo insediamento                                                            |
| 22 | Abraham Lincoln        | 1 503            | 16         | 1861-1865           | Un mandato intero; assassinato 1 mese e 11 giorni dopo il secondo insediamento                                                                                        |
| 23 | John Quincy Adams      | 1 461            | 6          | 1825-1829           | Un mandato intero; non fu rieletto |
| 23 | Martin Van Buren       | 1 461            | 8          | 1837-1841           | Un mandato intero; non fu rieletto |
| 23 | James Knox Polk        | 1 461            | 11         | 1845-1849           | Un mandato intero; non si ricandidò |
| 23 | Franklin Pierce        | 1 461            | 14         | 1853-1857           | Un mandato intero; perse la candidatura per un altro mandato |
| 23 | James Buchanan         | 1 461            | 15         | 1857-1861           | Un mandato intero; non si ricandidò |
| 23 | Rutherford B. Hayes    | 1 461            | 19         | 1877-1881           | Un mandato intero; non si ricandidò |
| 23 | Benjamin Harrison      | 1 461            | 23         | 1889-1893           | Un mandato intero; non fu rieletto |
| 23 | William Howard Taft    | 1 461            | 27         | 1909-1913           | Un mandato intero; non fu rieletto |
| 23 | Herbert Hoover         | 1 461            | 31         | 1929-1933           | Un mandato intero; non fu rieletto |
| 23 | Jimmy Carter           | 1 461            | 39         | 1977-1981           | Un mandato intero; non fu rieletto |
| 23 | George H. W. Bush      | 1 461            | 41         | 1989-1993           | Un mandato intero; non fu rieletto |
| 23 | Joe Biden              | 1 461            | 46         | 2021-2025           | Un mandato intero; si ritirò dalla corsa per la candidatura |
| 35 | John Adams             | 1 460            | 2          | 1797-1801           | Un mandato intero; non fu rieletto |
| 36 | John Tyler             | 1 430            | 10         | 1841-1845           | Ricoprì gli ultimi 3 anni e 11 mesi del mandato di William H. Harrison; perse la candidatura per un altro mandato                                                     |
| 37 | Andrew Johnson         | 1 419            | 17         | 1865-1869           | Ricoprì gli ultimi 3 anni, 10 mesi e 17 giorni del secondo mandato di Lincoln; perse la candidatura per un altro mandato                                              |
| 38 | Chester Arthur         | 1 262            | 21         | 1881-1885           | Ricoprì gli ultimi 3 anni, 5 mesi e 13 giorni del mandato di Garfield; perse la candidatura per un altro mandato                                                      |
| 39 | John F. Kennedy        | 1 036            | 35         | 1961-1963           | Assassinato 2 anni, 10 mesi e 2 giorni dopo l'insediamento |
| 40 | Millard Fillmore       | 969              | 13         | 1850-1853           | Ricoprì gli ultimi 2 anni, 7 mesi e 23 giorni del mandato di Taylor; perse la candidatura per un altro mandato                                                        |
| 41 | Gerald Ford            | 895              | 38         | 1974-1977           | Ricoprì gli ultimi 2 anni, 5 mesi e 11 giorni del secondo mandato di Nixon; non fu eletto                                                                             |
| 42 | Warren G. Harding      | 881              | 29         | 1921-1923           | Morì 2 anni, 4 mesi e 29 giorni dopo il suo insediamento |
| 43 | Zachary Taylor         | 492              | 12         | 1849-1850           | Morì 1 anno, 4 mesi e 5 giorni dopo il suo insediamento |
| 44 | James Garfield         | 199              | 20         | 1881                | Morì per le conseguenze di un attentato 6 mesi e 15 giorni dopo l'insediamento                                                                                        |
| 45 | William Henry Harrison | 31               | 9          | 1841                | Morì 31 giorni dopo l'insediamento |